# Емил Борел
Феликс Едуар Жистен Емил Борел (фр. Félix Édouard Justin Émile Borel; Сент Африк, 7. јануар 1871 — Париз, 3. фебруар 1956) био је француски математичар и политичар.
Заједно са Рене-Лујем Бером и Анријем Лебегом, био је један од пионира теорије мера и њене примене у теорији вероватноће. Концепт Бореловог скупа назван је у његову част. Једна од његових књига о вероватноћи је увела занимљив мисаони експеримент који је ушао у популарну културу под именом теорија бесконачно мајмуна. Такође је објавио неколико истраживачких радова о теорији игара.
Година 1913. и 1914, Борел је спојио хиперболичку геометрију и специјалну релативност, што је и објаснио у једном свом раду.
Током 1920—их, 1930—их и 1940—их година, био је активан у политици. Од 1924. до 1936. године, био је члан Француске народне скупштине. Године 1925, постао је министар морнарице. Током Другог светског рата, био је члан француског покрета отпора.
Поред кратера на Месецу, следећи појмови су названи по њему:
- Борелова алгебра,
- Борелова лема,
- Борелова мера,
- Борелов парадокс,
- Борелов простор,
- Борел-Кантелијева лема,
- Болер-Каратеодоријева теорема,
- Хајне-Борелова теорема,
- Борелова сума.
- Центар Емил Борел на Институту Анри Поенкаре у Паризу